# Хюйгенс (кратер)
Вижте пояснителната страница за други значения на Хюйгенс.
Хюйгенс е ударен кратер на Марс. Кръстен е в чест на холандския астроном, математик и физик Кристиан Хюйгенс.
Диаметърът му е около 456 km и има координати 304.4°W 14.0°S. 